# Zap Mama

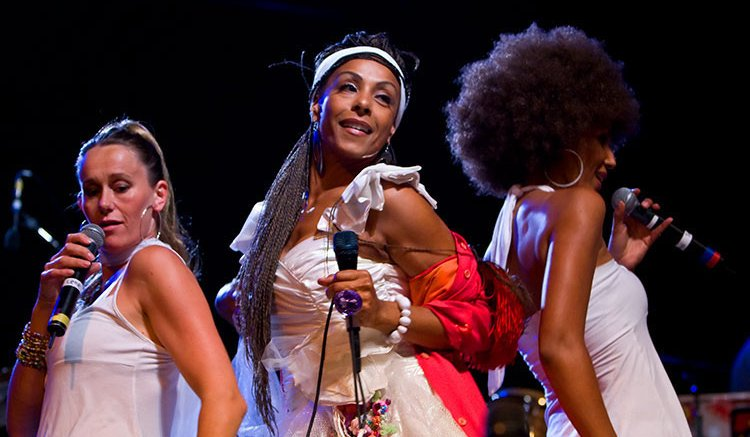
Zap Mama

Zap Mama è un gruppo musicale belga fondato nel 1991 dall'artista Marie Daulne di padre belga e madre congolese. Nata come formazione per esecuzioni a cappella, ha un repertorio in cui si possono rintracciare influenze pop, africane, statunitensi.
Dal loro secondo album, le Zap Mama sono pubblicate dall'etichetta musicale alternativa Luakabop di David Byrne, che dopo averle ascoltate le volle tra i propri artisti. Adventures in Afropea è la riedizione per la nuova casa discografica dell'album di debutto Zap Mama.
Numerose le collaborazioni internazionali del gruppo con musicisti come Erykah Badu, Manu Dibango e i The Roots.
Nel 2004 le Zap Mama hanno partecipato al concerto organizzato dalla rivista Wired a New York, che ha raccolto diversi musicisti che si battono per una più ampia diffusione delle licenze Creative Commons.
Il brano Vibrations è incluso nella colonna sonora originale di FIFA 10.

## Formazione
Zap Mama è una formazione che ruota essenzialmente intorno alla figura di:
- Marie Daulne

e un gruppo rotante di altre artiste: Lene Norgaard, Tanja Daese 
- Sabine Kabongo
- Céline 't Hooft
- Cécilia Kankonda
- Sylvie Nawasadio
- Sally Nyolo
- Marie Afonso
- Watanga Rema
- Angélique Wilkie
- Bernadette Aningi
- Anita Daulne
- Jean-Louis Daulne

## Discografia
- 1991 - Zap Mama
- 1993 - Adventures in Afropea
- 1994 - Sabsylma
- 1997 - Seven
- 1999 - A Ma Zone
- 2004 - Ancestry in Progress
- 2007 - Supermoon
- 2009 - ReCreation
- 2019 - Electric Breath
- 2022 - Odissée